# 诺曼·马洛伊
诺曼·马洛伊（英語：Norman Malloy，1913年9月27日—1964年12月16日），加拿大男子冰球运动员，场上位置是前锋。他曾代表加拿大参加1932年冬季奥林匹克运动会冰球比赛，获得一枚金牌。